# Alexandre Dumas den yngre
Alexandre Dumas den yngre (født 27. juli 1824, død 27. november 1895) var uægte søn af Alexandre Dumas den ældre.
Han skrev blandt andet Kameliadamen, der blev filmatiseret i 1936 med Greta Garbo i rollen som Marguerite Gautier. Kameliadamen er forlæg for Verdis opera La Traviata.
Han er alligevel mindre kendt end sin far.